# Sukorejo (Wates)
Sukorejo is een bestuurslaag in het regentschap Blitar van de provincie Oost-Java, Indonesië. Sukorejo telt 2628 inwoners (volkstelling 2010).